# Ottawa (Ohio)
Ottawa er en amerikansk by og administrativt centrum i det amerikanske county Putnam County, i staten Ohio. I 2000 havde byen et indbyggertal på 4.367.

## Ekstern henvisning
- Ottawas hjemmeside Arkiveret 1. august 2013 hos  Wayback Machine (engelsk)

41°01′15″N 84°02′29″V / 41.0208°N 84.0414°V